# Cetatea Rheinfels
Cetatea Rheinfels (Cetatea de pe Stânca Rinului) este situată pe un munte de pe malul stâng al Rinului deasupra localității Sankt Goar. La terminarea construcției, a fost pe Cursul mijlociu al Rinului a doua cetate medievală ca mărime după Cetatea Ehrenbreitstein.